# Spațiu Lp
În matematică, mai precis în analiză funcțională, spațiile Lp — numite și spații Lebesgue — sunt spații vectoriale normațe de funcții. Elementele acestor spații sunt clase de echivalență de funcții p-integrabile, iar norma, numită norma p, se definește analog cu norma p din {\displaystyle \mathbb {R} ^{n}}.
Spațiile Lp, în special spațiul Hilbert L2, joacă un rol esențial în mai multe domenii ale matematicii (studiul ecuațiilor diferențiale, teoria probabilităților, etc) și în aplicațiile lor (fizică, inginerie, economie, procesarea semnalelor, etc).

## SpațiileLp(Ω){\displaystyle L^{p}(\Omega )}șiLlocp(Ω){\displaystyle L_{loc}^{p}(\Omega )},(1≤p≤∞){\displaystyle (1\leq p\leq \infty )}
Fie {\displaystyle \Omega } o mulțime deschisă din {\displaystyle \mathbb {R} ^{n}} și {\displaystyle \mathbb {K} } un corp.
Notăm cu {\displaystyle \Sigma =\Sigma (\Omega )} tribul borelian al părților boreliene din  {\displaystyle \Omega }, iar {\displaystyle dx} este restricția măsurii lui Lebesgue n-dimensionale din {\displaystyle \mathbb {R} ^{n}} la {\displaystyle \Omega }, atunci prin definiție {\displaystyle L^{p}(\Omega )} este {\displaystyle L^{p}(\Omega ,\Sigma ,dx)}. Vom considera pe spațiul {\displaystyle L^{p}(\Omega )} norma
care induce metrica {\displaystyle d(f,g)=\left(\int |f(x)-g(x)|^{p}dx\right)^{1/p}} și față de care {\displaystyle L^{p}(\Omega )} este un spațiu complet. Prin {\displaystyle L_{loc}^{p}(\Omega )} vom înțelege mulțimea funcțiilor cu valori în {\displaystyle \mathbb {K} }, care sunt p-sumabile pe orice compact din {\displaystyle \Omega }. Elementele din {\displaystyle L_{loc}^{p}(\Omega )} le vom numi funcții local p-sumabile. Rezultă imediat că {\displaystyle L_{loc}^{p}(\Omega )} este un spațiul liniar cu operațiile de adunare și înmulțire cu scalari a funcțiilor. {\displaystyle L_{loc}^{p}(\Omega )} devine un spațiu local convex separat cu sistemul de seminorme {\displaystyle \{s_{K}^{p}\}_{K\subset \Omega }}, unde K parcurge compactele din {\displaystyle \Omega } și 
Este ușor de verificat că pentru o exhaustiune {\displaystyle {\{K_{m}\}}_{m}} cu compacte a lui {\displaystyle \Omega }, sistemul {\displaystyle \{s_{K_{m}}^{p}\}_{m\in \mathbb {N} }} de seminorme este crescător și generează topologia local convexă inițială pe {\displaystyle L_{loc}^{p}(\Omega )}. De aici rezultă că {\displaystyle L_{loc}^{p}(\Omega )} este metrizabil. Dacă {\displaystyle f\in L^{p}(\Omega )} și {\displaystyle K} este un compact oarecare în {\displaystyle \Omega }, din relația
rezultă că {\displaystyle L^{p}(\Omega )} pentru orice {\displaystyle n\geq 1}.

 Punem în evidență organizarea lui {\displaystyle L^{1}=L^{1}(\mathbb {R} ^{n})} ca algebră Banach.

TEOREMA 1. Fie {\displaystyle f,g\in L^{1}}. Atunci pentru orice {\displaystyle y\in \mathbb {R} ^{n}}, funcția {\displaystyle x\rightarrow f(x)g(y-x)} este în {\displaystyle L^{1}}. Convoluția  {\displaystyle f*g} definită prin:
este de asemenea o funcție din {\displaystyle L^{1}} și în plus
Cu convoluția funcțiilor ca înmulțire, {\displaystyle L^{1}} devine o algebră Banach.

Demonstrație. Pentru funcția măsurabilă pozitivă {\displaystyle |f(x)||g(y-x)|}, integrala iterată
este evident egală cu {\displaystyle ||f||_{1}\cdot ||g||_{1}}. Așadar, conform teoremei lui Fubini pentru funcții măsurabile pozitive, rezultă că există și cealaltă integrală iterată și este egală cu integrala (3), deci în particular {\displaystyle |f(x)||g(y-x)|} este sumabilă ca funcție de {\displaystyle x}, integrala sa este măsurabilă ca funcție de {\displaystyle y} și are integrala finită. Rezultă că {\displaystyle f(x)g(y-x)} este absolut sumabilă și 
ceea ce înseamnă {\displaystyle ||f*g||_{1}\leq ||f||_{1}||g||_{1}.} Comutativitatea convoluției rezultă simplu printr-o schimbare de variabilă în integrala (1), iar asociativitatea în modul următor
În a patra egalitate de sus am utilizat teorema generală a lui Fubini de intervertire a ordinii de integrare. Penultima egalitate s-a obținut prin schimbarea de variabilă în integrala interioară: {\displaystyle x-y=u.} Distributivitatea convoluției față de adunare rezultă din liniaritatea integralei (1) prin raport cu {\displaystyle f}, cât și prin raport cu {\displaystyle g.} Cu aceasta {\displaystyle L^{1}} devine algebră Banach.

TEOREMA 2. Fie {\displaystyle f\in L^{1}} și {\displaystyle g\in L^{p}(\mathbb {R} ^{n}),\quad (1\leq p<\infty ).} Atunci {\displaystyle (f*g)(y)} este definită printr-o integrală de tipul (1) pentru aproape orice {\displaystyle y\in \mathbb {R} ^{n}}, {\displaystyle f*g\in L^{p}} și
Demonstrație. Pentru {\displaystyle p=1} rezultatul este conținut în teorema precedentă.

 Fie deci {\displaystyle p>1} și {\displaystyle p'} ca de obicei conjugatul lui {\displaystyle p}. Din inegalitatea lui Hölder avem:
de unde, cum {\displaystyle |g|^{p}\in L^{1},} cu teorema precendentă deducem că {\displaystyle f*g} este definită și finită pentru orice {\displaystyle y\in \mathbb {R} ^{n}} și de asemenea rezultă că
Integrând ultima inegalitate și aplicând teorema lui Fubini obținem 
de unde cu {\displaystyle ||g||_{p}=||g_{x}||_{p},} obținem (5).

 Cu TEOREMA 2 semnalăm că aplicațiile {\displaystyle f\mapsto f*g} și {\displaystyle g\mapsto f*g} sunt liniare și continue de la {\displaystyle L^{1},} respectiv {\displaystyle L^{p}} la {\displaystyle L^{p}}. În acest fel cu convoluția ca operație externă, {\displaystyle L^{p}} se organizează ca modul Banach peste algebra Banach {\displaystyle L^{1}.}